# 緑川ちひろ
緑川 ちひろ（みどりかわ ちひろ、1993年6月4日 - ）は、日本のサブカル系グラビアアイドル。元レースクイーン。「ミス東スポ2020」グランプリ。
刑務所の内情に詳しい。他に、飛田新地、ウトロ地区、工場夜景などサブカル系に明るい。

## 略歴・人物
- 趣味：刑務所見学、ドヤ街巡り、ゲーム、コスプレ[3]、麻雀、ボートレース
- 特技：裁縫、カメラ、料理、長時間睡眠

刑務所が好きで、ラジオや雑誌コラムを担当。それが縁で受刑者15名と文通している。
京都観光で初めて行ったのはウトロ地区。
Twitter（現・X）では【今日の刑務所用語】を更新中。
4thDVD「緑川ちひろ/ロマンス~恋愛情事~」がAmazonランキングで1位を獲得。
父親は警察官、それが縁で刑務所に興味を持つ。
突発性難聴で一年近く休業。2023年2月2日の「アリス矢沢透の飲食応援団！」(渋谷クロスFM)で仕事復帰。同日、東スポに関連記事が掲載された。

## 出演

### テレビ番組
- あしたのSHOW（2019年11月18日、TOKYO MX）
- 東京オーディション(仮)（2019年11～12月、TOKYO MX）
- あたり前じゃねぇからな!TV（2020年7月6日、TOKYO MX）
- 極楽山本とロンブー亮の『ARIGATEENA TV』（2021年7月4日、テレビ埼玉）
- じっくり聞いタロウ～スター近況(秘)報告～（2021年10月28日、テレビ東京）
- 2分59秒（2022年3月23日、ABEMA）

### ラジオ番組
- めっちゃ! よきラジオ（2020年1月より 渋谷クロスFM）レギュラー[11]
- 原めぐみのENJOYトーク（2021年3月11日、レインボータウンFM）ゲスト
- ALICE矢沢透の飲食応援団! ～美味しいものを食べに行こう～（2021年4月より、渋谷クロスFM）番組アシスタント[12]
- 星那美月の教えて!バニーガール（2022年4月10日、FMクマガヤ）ゲスト

### ネット番組
- マシェバラ的ケイリン生活 チャリバラ（マシェバラ）[13]
- ニレンジャー川田：【ボートレース】まさか!?グラビアDVDを買いたいからボートレースをするんです!（2021年1月28日）ゲスト[14]
- 小力の小部屋（2019年10月2日）ゲスト
- バーチャル債務者youtuber天開司【ボートレース浜名湖で天開司が自腹でガチ予想】（2021年2月20日）MC[15]
- 東スポYouTubeライブ『緑川ちひろの6号艇からじゃダメですか?』（2021年2月27日）MC[16]
- 蝶野チャンネル×東スポコラボ第1弾（2021年4月29日、蝶野正洋）番組アシスタント[17]
- 東スポYouTube動画『【いきなり蝶野】東スポでドッキリ』（2021年4月29日、蝶野正洋）番組アシスタント[18]
- Smart FLASH「同棲彼女」（2021年6月26日、7月3日）[19][20]
- 東スポ競馬（2021年9月24日～、レギュラー）[21]
- 【竹書房】緑川ちひろイベントプレス取材（2021年10月20日）[22]

### 動画配信
- マシェバラ[23]

### MV（ミュージックビデオ）
- 【ハートブレイク・ロマンス】Miku Hatsune ver.　KALLOS feat.初音ミク(2021年11月）
- 【トワイライト・イブ】Miku Hatsune ver. KALLOS feat.初音ミク(2021年12月）
- 【週末の夜に】[24]KALLOS＆ken　＜ken.ver＞(2022年2月）

### イベント
- 秋葉原ソフマップDVD『ロマンス』発売記念イベント（2021年2月14日）[25]
- はなまる撮影会（2020年8月～）[26]
- はなまる夏の大プール撮影会（2021年7月4日）
- 秋葉原ソフマップDVD『白と黒』発売記念イベント（2021年10月10日）[27]
- smooth屋外個人撮影会（2022年3月27日）[28]

### 雑誌
- 金のEX NEXT (2019年11月、大洋図書）グラビア
- 週刊アサヒ芸能　増刊号「AIが選ぶグラビア界の峰不二子BEST50」第9位（2020年10月3日、徳間書店）
- 週刊ポスト「愛人キャラ総選挙」（2020年3月9日、小学館）グラビア
- NEWSポストセブン（小学館）グラビア
- 実話ナックルズ（2020年8月28日、大洋図書）グラビア
- 金のEX「NEXT BREAK美女」（2020年7月14日、大洋図書）
- グラビアプレスVol.3（2020年8月27日）グラビア
- EX大衆「サブカル系グラドルの新星！」（2020年9月16日より全10回掲載、双葉社）
- FRIDAY（2021年3月5日、講談社）インタビュー取材記事[29]
- 週刊アサヒ芸能（2021年3月2日、徳間書店）グラビア
- 週刊アスキーNo.1325（2021年3月9日、角川アスキー総合研究所）DVD発売イベント取材記事
- グラドル名鑑2021（2021年3月29日、ダイアプレス）
- 週刊実話ザ・タブー（2022年3月23日、日本ジャーナル出版）グラビア

### Web取材記事
- 受刑者と文通するグラビアイドル緑川ちひろさん（2021年9月18日、TBSラジオ）[30]
- えびはら武司のまいっちんぐ写真館（2025年1月、デラべっぴんニュース）[31]

### 宣伝活動
- 東スポ餃子[32]

### レースクイーン
- 「スーパー耐久レースMPレーシング」（2018年11月3,4日　岡山）
- 「東京オートサロン2019」（2019年1月11～13日　幕張メッセ　FORGETECHブース）
- 「大阪オートメッセ2019」（2019年2月9～11日　インテックス大阪）
- 「東北カスタムカーショー2019」（2019年4月20,21日　仙台・夢メッセみやぎ）

### スポーツ新聞
- 東スポ[33]
- デイリースポーツ[34]
- サンスポ[35]
- 日刊ゲンダイ[36]
- 日刊スポーツ[37]
- 夕刊フジ[38]

## 作品

### コラム
- 実話ナックルズ（2020年より連載、大洋図書）[39]

### イメージDVD
- ヒメゴト（2019年6年月25日、グラヴィス）バリ島ロケ
- 緑の館（2019年12月20日、竹書房Greenレーベル）撮影・山岸伸
- 誘惑（2020年8月31日、グラヴィス）台湾ロケ[40]
- ロマンス~恋愛情事~（2021年1月29日、グラヴィス）[41][42][43][44][45][46][47][48]
- 白と黒（2021年8月27日、竹書房）[49][50][51][27][52][53]
- 蜜愛（2022年2月21日、イーネット・フロンティア）[54][55][56][57][58][59]